# Nhà thờ thánh Nicôla tại Louny
Nhà thờ thánh Nicôla tại Louny (tiếng Séc: Chrám svatého Mikuláše v Lounech) là một nhà thờ giáo xứ thuộc Công giáo La Mã cung hiến cho Thánh Nicôla, nằm ở Louny, Cộng hòa Séc. Đây là di tích văn hóa của Cộng hòa Séc.

## Lịch sử
Năm 1517, một trận hỏa hoạn diễn ra đã phá hủy gian giữa giáo đường và làm hư hại tòa tháp ban đầu của nhà thờ. Sau đó, kiến trúc sư hoàng gia Benedikt Rejt thiết kế và cho tái thiết công trình. Sau khi hoàn thành vào năm 1538, nhà thờ trở thành một trong những tác phẩm kiến trúc quan trọng của phong cách kiến trúc Gothic tại Séc. Ngôi đền có ba gian giữa, với nhiều hệ thống chống đỡ, các mái vòm và tháp pháo hình kim tự tháp.

## Kiến trúc nhà thờ
Bàn thờ chính của nhà thờ chiếm vị trí nổi bật trong số những đồ nội thất trong nhà thờ. Nhà điêu khắc Jeroným Kohl cùng với người học việc František Preiss đã khắc gỗ bàn thờ suốt từ năm 1701–1706. Vào cuối thế kỷ 19, hai nhà điêu khắc Josef Mocker và Kamil Hilbert đã tiến hành trùng tu nhà thờ. Bàn thờ được chia thành ba phần bao gồm gian chính ở giữa và hai gian bên, được phân cách nhau bằng các cột hình vít khổng lồ. Mỗi phần đều có một bức tranh khắc gỗ ngay giữa. Các chi tiết trên các bức tranh gỗ đều được chạm khắc một cách tuyệt đẹp.
Trong quá trình trùng tu vào thế kỷ 19, người dân địa phương quyên góp, xây thêm hai cửa sổ kính màu kiểu Gothic cho nhà thờ.

## Tòa tháp nhà thờ
Tòa tháp nhà thờ cao 60 m. Vật liệu xây dựng chính là sa thạch. Bên trong tháp có một cầu thang xoắn ốc với khoảng 180 bậc thang, dẫn lên tháp chuông và phòng trưng bày với tầm nhìn ra toàn bộ thị trấn xung quanh. Trên ngọn tháp treo hai quả chuông, mỗi quả chuông cao khoảng 60 cm.
Hiện tại, nhà thờ đang được trùng tu, tuy nhiên, du khách vẫn có thể đến tham quan. 

## Một số hình ảnh

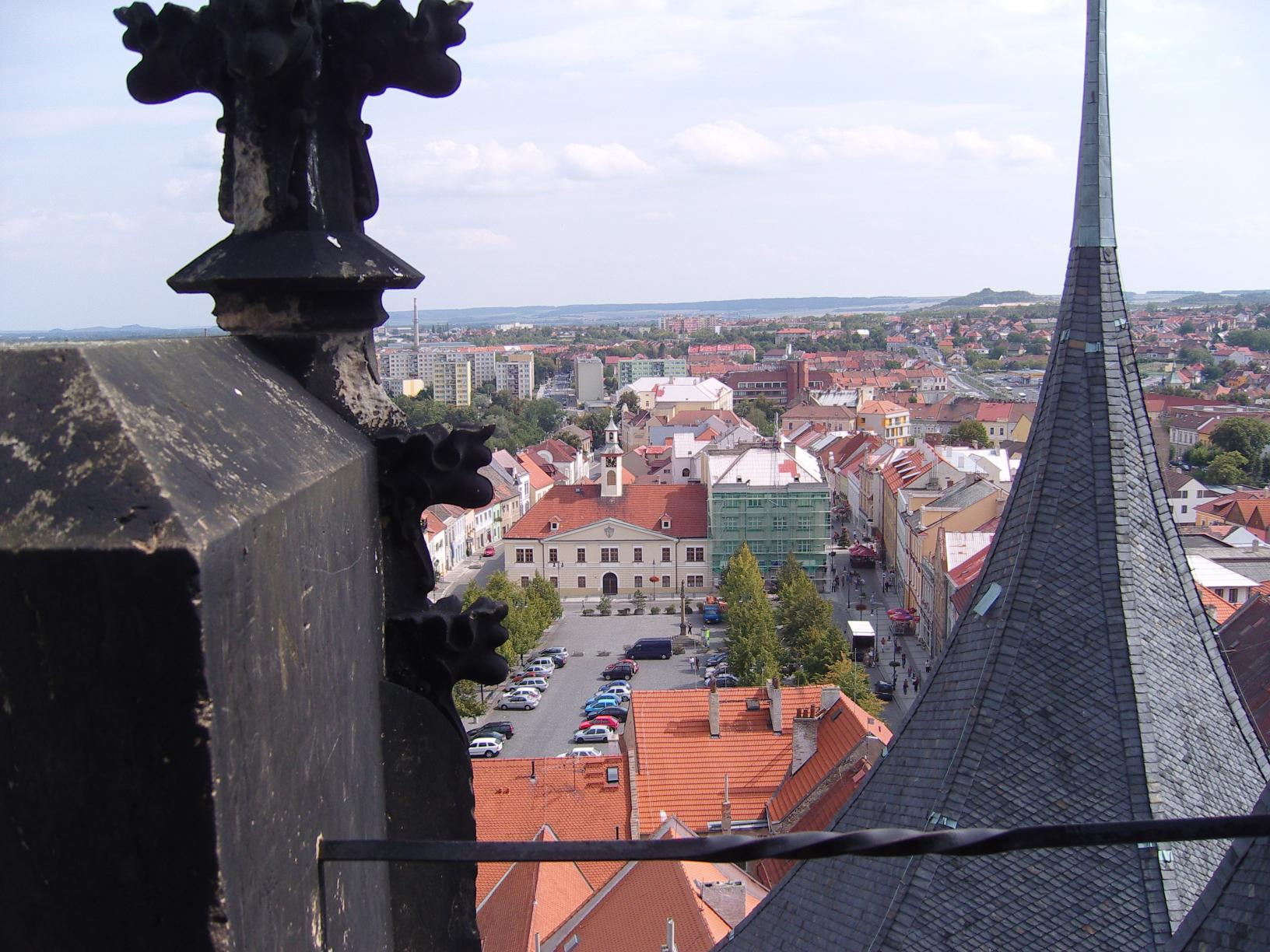
Khung cảnh nhìn từ Nhà thờ
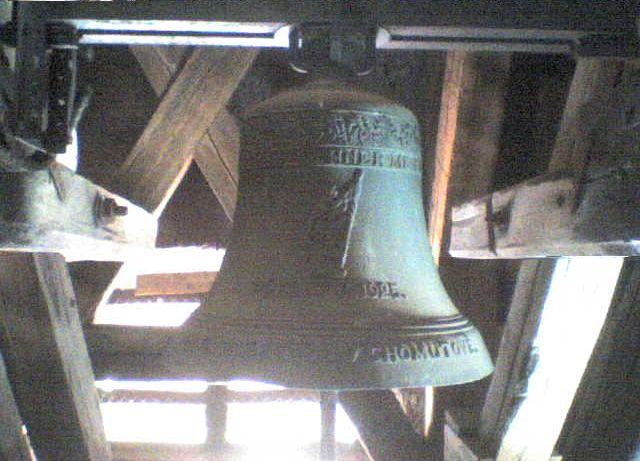
Chuông trên tháp Nhà thờ thánh Nicôla tại Louny